# Turn off the light, vol. 1
Turn off the light, vol. 1 (en español, Apaga la luz, vol. 1) es el primer mixtape temático de Halloween y el tercer extended play de la cantautora alemana Kim Petras. Fue lanzado el 1 de octubre de 2018 a través de su propio sello, BunHead. Petras comenzó a promocionar el EP a mediados de septiembre, publicando fotos muy editadas en Instagram de sí misma, según Paper, "peinada como un sexy ángel muerto de Victoria's Secret/Hades side-chick/goth middle schooler's notebook-doodled fantasy". Más tarde publicó en Twitter que "[no podía] esperar a compartir" una colaboración con Elvira. Dos LP prensados fueron lanzados el 20 de septiembre de 2019: un vinilo de "remolino de galaxia rosa y blanco", que es exclusivo de Urban Outfitters en los Estados Unidos, y un prensado rosa neón que es un lanzamiento minorista general. Las canciones del EP se incorporaron a la continuación de larga duración Turn Off the Light, que se lanzó como su segundo mixtape un año después, el 1 de octubre de 2019.

## Reconocimientos
| Publicación | Lista                                             | Posición | Ref.  |
| ----------- | ------------------------------------------------- | -------- | ----- |
| Idolator    | Top 20 Mejores EPs, Mixtapes y Playlists del 2018 | 13       | [ 5 ] |

## Música
El EP se abre con "Omen", inspirada en la banda sonora de Halloween, y contiene una "producción siniestra" y "voces celestiales" de Petras antes de pasar a "Close Your Eyes", llamada un "zombie-fied banger" con un "racing beat" de Idolator. "TRANSylvania" no presenta mucho de la voz de Petras, pero incluye un "palpitante bajo y efectos de sonido inquietantes". La canción "Turn Off the Light" se inspira en el álbum de Britney Spears Blackout y cuenta con letras sobre el "amor peligroso" y una aparición como invitada de Elvira, que afirma: "Abraza tu miedo, no te atrevas a huir. Sólo entonces serás lo que estás destinado a ser". MTV News describió este tema "oscuro y dance-pop" como la "excelencia LGBTQ+". "Tell Me It's a Nightmare" también trata el tema del amor peligroso, mientras que "I Don't Wanna Die... " es una canción "synth-driven" que, según Idolator, podía escucharse en discotecas. "In the Next Life" es un tema "dark pop" y un "electro-kissed banger", mientras que el tema de cierre "Boo! Bitch!" se consideraba que contenía los mismos elementos que "I Don't Wanna Die..."

## Lista de canciones
Créditos adaptados de Tidal.

| N.º   | Título                                                  | Productor(es) | Duración |  |
| 1.    | «Omen»                                                  | Dr. Luke      | 1:40     |  |
| 2.    | «Close Your Eyes»                                       | Dr. Luke      | 3:56     |  |
| 3.    | «Transylvania»                                          | Dr. Luke      | 2:59     |  |
| 4.    | «Turn off the light» (con Elvira, Mistress of the Dark) | Dr. Luke      | 3:12     |  |
| 5.    | «Tell Me It's a Nightmare»                              | Dr. Luke      | 4:09     |  |
| 6.    | «I Don't Wanna Die...»                                  | Dr. Luke      | 2:07     |  |
| 7.    | «In the Next Life»                                      | Dr. Luke      | 3:45     |  |
| 8.    | «Boo! Bitch!»                                           | Dr. Luke      | 1:22     |  |
| 23:10 |                                                         |               |          |  |

Notas
- "Omen" está estilizada como "o m e n".
- "Transylvania" está estilizada como "TRANSylvania".
- "I Don't Wanna Die..." está estilizada en minúsculas.

## Posicionamiento en listas
| Chart (2018)                            | Peak position |
| --------------------------------------- | ------------- |
| Estados Unidos (Top Heatseekers Albums) | 21            |
| Estados Unidos (Independent Albums)     | 45            |